# Elke Tindemans
Elke Tindemans, née le 22 mai 1961 à Mortsel est une femme politique belge flamande, membre du CD&V. Elle est la nièce et filleule de Leo Tindemans.
Elle est graduée en tourisme et fut employée.

## Fonctions politiques
- 2001-     : conseillère communale à Edegem
- 2006-2010 : sénatrice élue directe
- 2007-     : échevine à Edegem